# Maurice Eliot

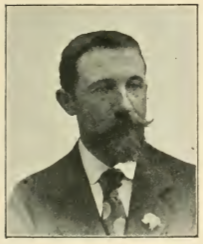
Maurice Eliot 1896

Maurice Eliot (Parigi, 9 settembre 1862 – Épinay-sous-Sénart, 21 agosto 1945) è stato un pittore, incisore e illustratore francese.

## Biografia
Studente formato all'École nationale supérieure des beaux-arts di Parigi dove si iscrive nel 1880 e segue i corsi di Émile Bin e di Alexandre Cabanel, Maurice Eliot realizza già nel 1884 alcuni dipinti in stile postimpressionista ed espone al Salon des artistes français. 
Nel 1884 Eliot apre un atelier con il suo amico Charles Léandre nel quartiere di Montmartre a Parigi. Il laboratorio è situato in Place Pigalle al nº 3 di rue Houdon, presso il corniciaio e mercante di dipinti Charles Dosburg. Nel 1888, quando Eliot era ormai favorito per il primo premio al Prix de Rome, riceve invece una borsa di viaggio, come secondo premio, per la sua composizione Nausicaa, giudicata dalla giuria "troppo sovversiva". Maurice Eliot partecipa alle esposizioni universali del 1889 e 1900, e riceve una medaglia d'argento; espone anche al "Salon d'automne" e diviene membro della Société des Artistes Français.
Pastellista affermato, egli espone per la prima volta alla galleria di Georges Petit nell'ambito dell'"esposizione dei 33" uniti in società. 
L'anno seguente viene eletto alla direzione della Società dei pastellisti francesi, insieme ad altri artisti come Jean-Louis Forain e Jules Chéret ed espone ogni anno in particolare nel 1895 durante il 12º Salone. Diventa anche membro della società dei litografi nel 1899, senza dubbio su iniziativa di Chéret. 
Nel gennaio 1901 è nominato "maestro di disegno" all'École polytechnique di Parigi ed in seguito ebbe la medesima nomina in altri istituti scolastici della città fino all'inizio degli anni novanta dell'Ottocento..
Nel gennaio 1908 viene insignito della Legion d'onore e ha come padrino Charles Léandre.

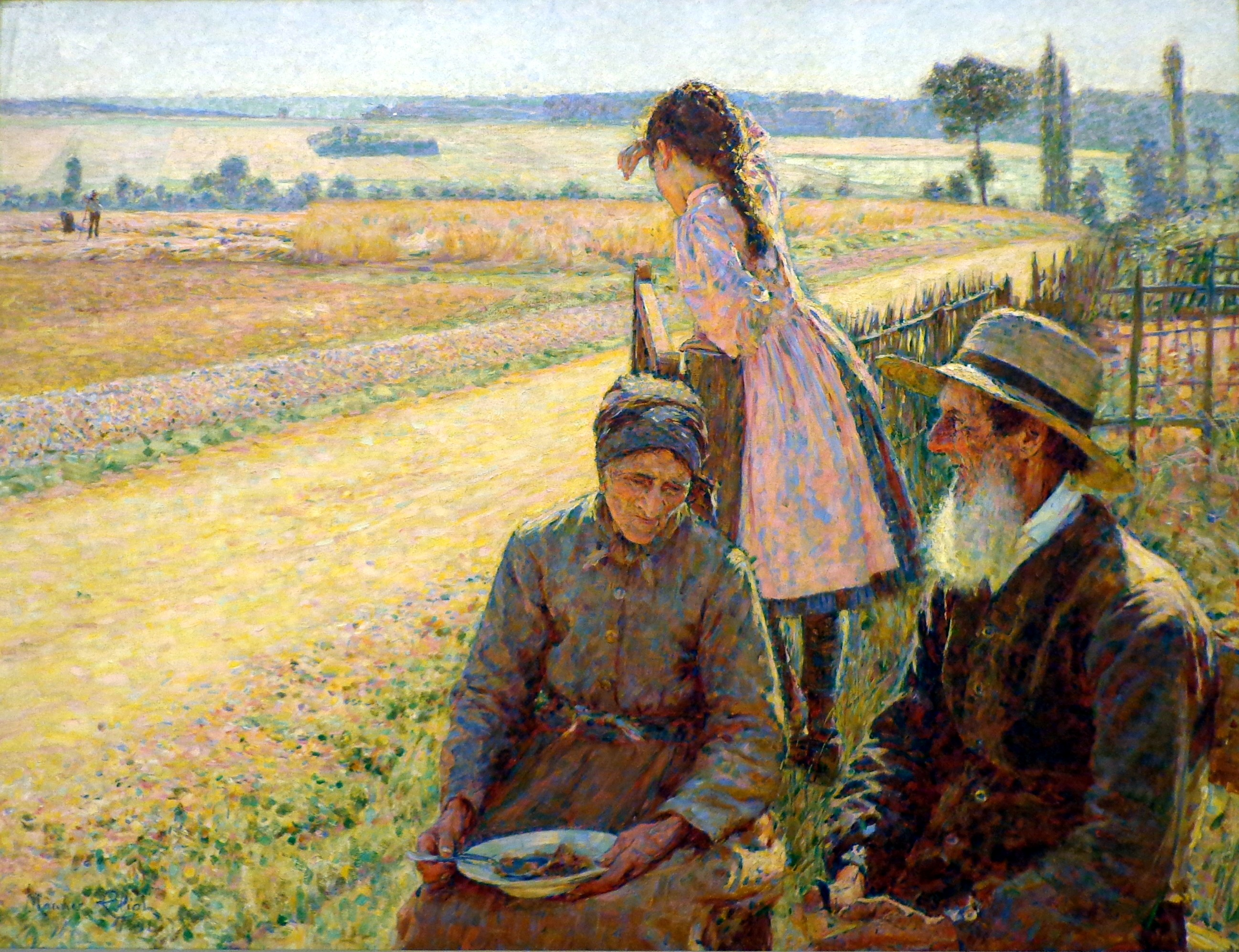
Maurice Eliot, Les vieilles gens, 1892

## Opere in collezioni pubbliche
- Brunoy, Musée Robert-Dubois-Corneau 
  - Jeunes garçons à la barrière, 1884, olio su tela, 50 × 66 cm;
  - Viaduc d'Epinay-sous-Sénart, 1885), pastello, 30 × 45 cm;
  - Enterrement d'une jeune fille à la campagne, 1888, olio su tela, studio preparatorio, 99 × 125 cm
- Lilla, Palais des Beaux-Arts de Lille Enterrement d'une jeune fille, 1888, olio su tela, 130|170 cm, antica collezione di Alphonse de Rothschild.
- Parigi, 
  - École nationale supérieure des beaux-arts:
    - Le Rémouleur, 1883, disegno, 47 × 62 cm;
    - Femme gauloise, 1884, olio su tela, 38 × 46 cm.
- Museo d'Orsay: Le Sacré Cœur de Montmartre, 1900, olio su tela, 73 × 60 cm.
- Saint-Brieuc, Museo d'arte e di storia: Le Faucheur, 1888, olio su tela, 45 × 65 cm.
- Saint-Denis de La Réunion, Musée Léon-Dierx: L'Étang fleuri, 1892, olio su tela, 60 × 81,9 cm.
- Strasburgo, Museo di arte moderna e contemporanea: Les Vieilles Gens, 1892, Olio su tela, 127 × 170 cm.

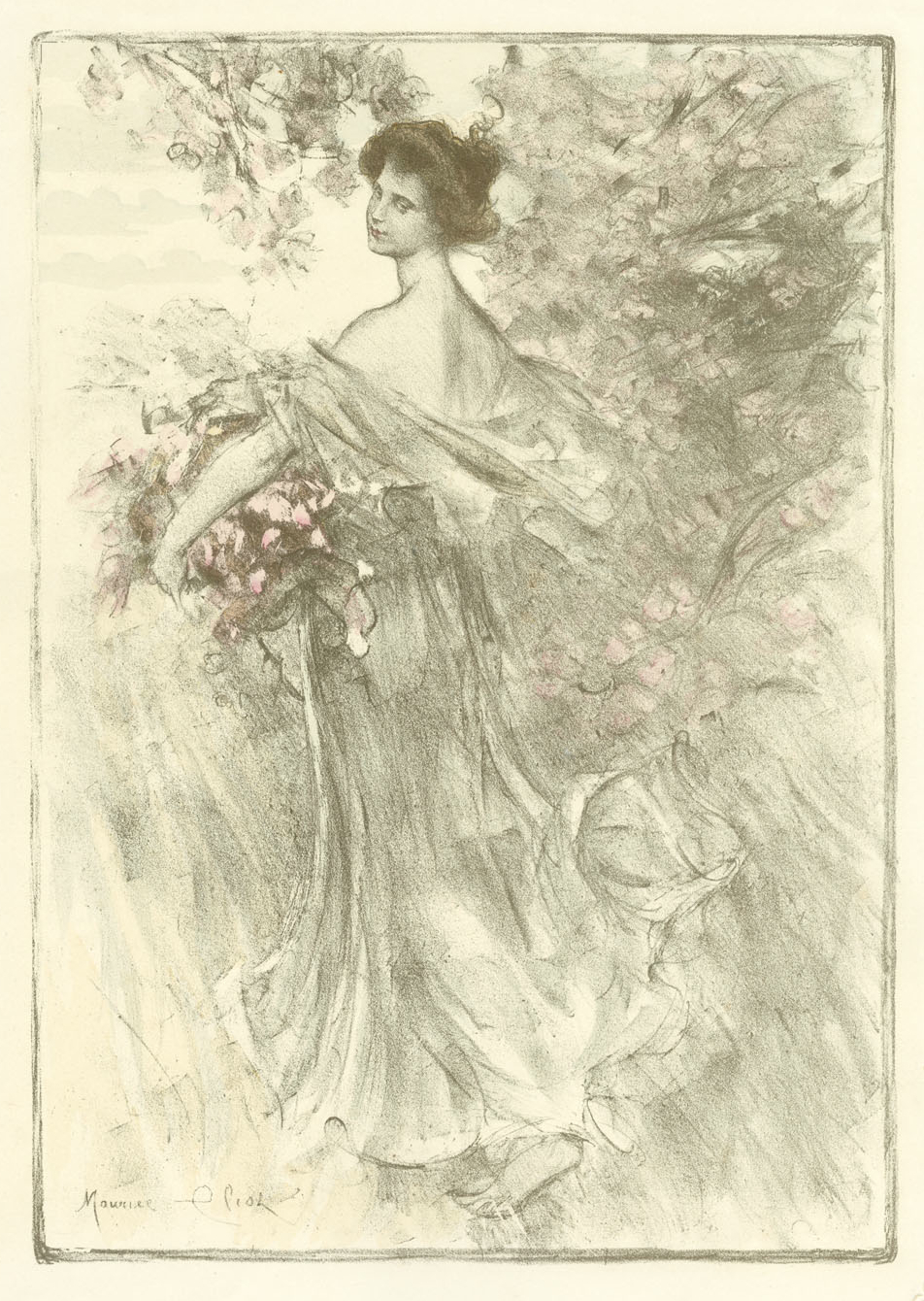
Maurice Eliot Printemps pubblicata da L'Estampe moderne

## Illustrazioni
- Printemps, litografia, Parigi, Stampata da F. Champenois, 1897 e pubblicata anche su L'Estampe moderne.
- Jeune femme, litografia, Parigi, Edizioni Sagot-Le Garrec.
- Victor Hugo, Les Chansons des rues et des bois, due disegni incisi da Deblois, coll. Petite Bibliothèque Charpentier, 1890.
- Victor Hugo, La Légende des siècles II, deux dessins gravés par Desmoulin, coll. Petite Bibliothèque Charpentier, Paris, G. Charpentier, 1891.
- Jean Richepin, Les Caresses, due acqueforti incise da Fernand Desmoulin, coll. Petite Bibliothèque Charpentier, Parigi, 1893.
- Jules Michelet, L'Amour, due acqueforti incise da Félix Oudart, coll. Petite Bibliothèque Charpentier, Parigi, 1899.
- Guy de Maupassant, L'Héritage, 21 composizioni originali incise in acquaforte da Louis Ruet, Parigi, Edizioni Carteret, 1907.
- Diane au bois, sei litografie, 1909.
- Théodore de Banville, Diane au bois, 14 litografie, Parigi, Edizioni Carteret, 1911.

## Esposizioni
- 150 pastelli di maestri pastellisti francesi e stranieri. "Centre d'art et d'expositions La Ferme Ornée", Yerres, dal 18 aprile al 7 giugno 2009.